# 皆中稲荷神社
皆中稲荷神社（かいちゅういなりじんじゃ）は東京都新宿区百人町にある稲荷神社である。JR新大久保駅の西約100mの市街地に鎮座している。賭け事に利益（りやく）があるとして有名な神社である。

## 祭神
- 宇迦之御魂神

## 由緒
天文2年（1533年）9月のある夜、稲荷大明神が鉄砲組与力の夢枕に立ち射撃を伝授した。その霊験が評判となり、皆中稲荷（みななかのいなり）と呼ばれるようになった。その後「当たる」ものに利益（りやく）があると人気をあつめ、現在は「賭けごとの神」として親しまれている。

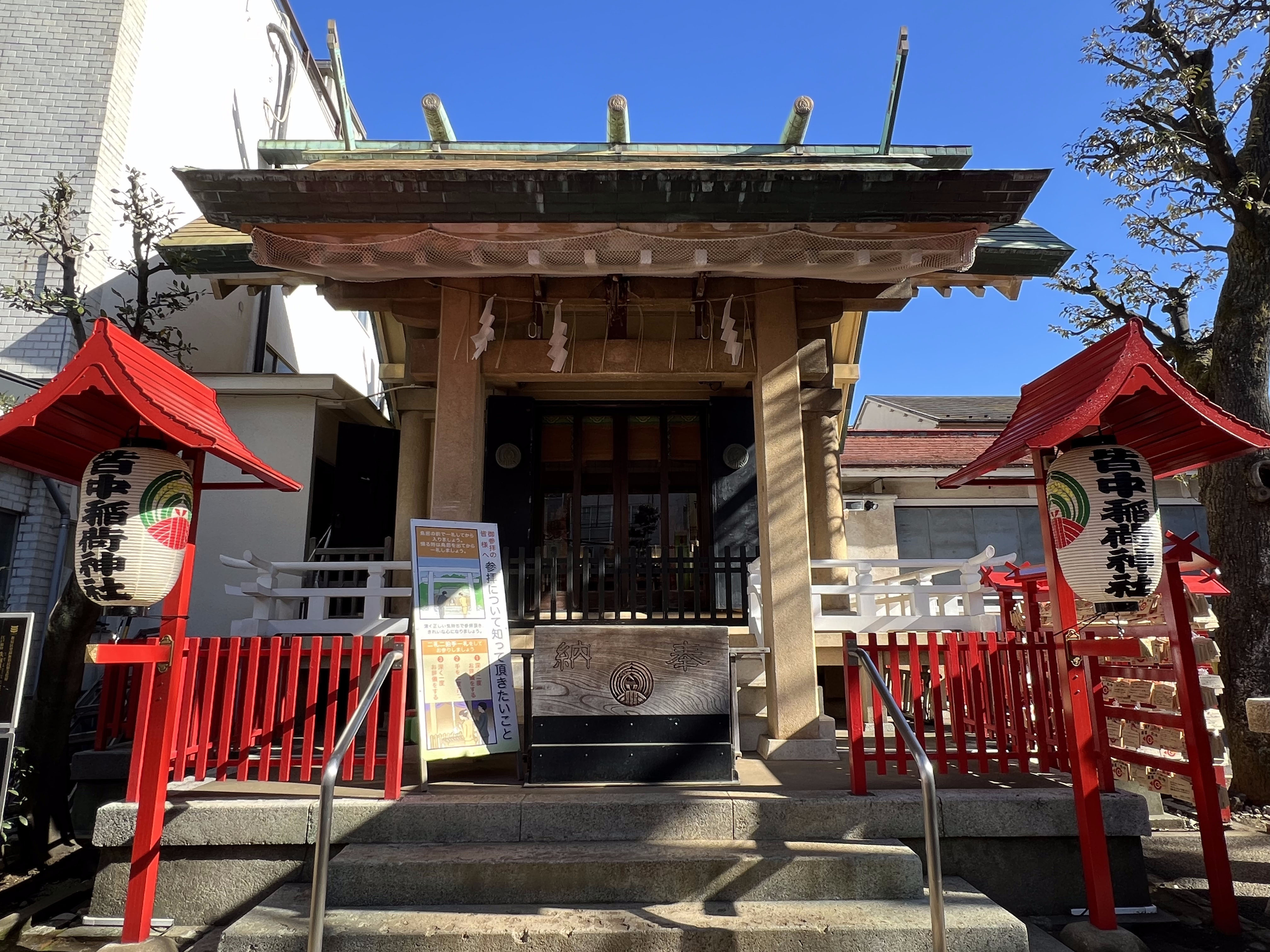
拝殿

## 歴史
- 天文2年（1533年）、創建
- 明治32年（1899年）、明治天皇によって大久保つつじの和歌が詠まれる。
- 明治32年（1899年）、新宿諏訪神社の神霊を勧請し合祀[1]。
- 昭和16年（1941年）、大久保つつじの和歌の記念碑が建立。
- 平成14年（2002年）2月1日、例祭の鉄砲組百人隊行列が新宿区の無形民俗文化財に登録。

## 氏子地域
- 新宿区百人町一丁目～三丁目（全域）、四丁目1～3
- 新宿区西新宿七丁目4～6